# Золотухи (Тверская область)
Золотухи — нежилая деревня в Западнодвинском районе Тверской области. Входит в состав Западнодвинского сельского поселения.

## География
Деревня расположена в северо-восточной части района. Находится в 10,5 км к юго-востоку от города Западная Двина. Ближайший населённый пункт — деревня Мухино.

## История
На топографической карте Фёдора Шуберта 1867 — 1901 годов обозначены господский дом и деревня Золотухина.
На карте РККА 1923—1941 годов обозначена деревня Золотуха. Имела 9 дворов.
До 2005 года деревня входила в состав упразднённого в настоящее время Баевского сельского округа, с 2005 — в составе Западнодвинского сельского поселения.

## Население
| 2010 |
| ---- |
| 0    |

Согласно результатам переписи 2002 года, постоянное население в деревне также отсутствовало.